# Jack Ward
Pour les articles homonymes, voir John Ward et Ward.
 (avril 2020).
Si vous disposez d'ouvrages ou d'articles de référence ou si vous connaissez des sites web de qualité traitant du thème abordé ici, merci de compléter l'article en donnant les références utiles à sa vérifiabilité et en les liant à la section « Notes et références ».
John Ward ou Birdy, né vers 1553 à Faversham et mort en 1622 à Tunis, également connu sous le nom de Jack Ward, est un pirate anglais de la fin du XVIe siècle qui devient, au début du XVIIe siècle, un pirate barbaresque qui opère à partir de Tunis sous le nom de Yusuf Raïs.

## Biographie

### Jeunesse
On sait très peu de choses à propos de sa jeunesse. La plupart des détails qui nous sont parvenus proviennent d'un pamphlet qui contient de nombreuses exagérations et qui aurait été écrit par quelqu'un qui aurait navigué avec lui lorsqu'il était pirate.
John Ward semble être né vers 1553 ou 1555 à Faversham (Kent), dans le sud de l'Angleterre.
Comme beaucoup de jeunes gens nés près de la mer, il passe son adolescence et les premières années de sa vie d'adulte à travailler dans des pêcheries. Après l'échec de la Invincible Armada, en 1588, il se met à son compte comme corsaire, pillant les navires espagnols avec une licence qui lui avait été délivrée au nom de la reine Élisabeth Ire d'Angleterre.
Quand le roi Jacques Ier d'Angleterre monte sur le trône, en 1603, celui-ci met fin à la guerre avec l'Espagne et tarit les revenus des corsaires. Beaucoup d'entre eux refusent de lâcher leur gagne-pain et continuent leurs pillages. Ceux qui agissent ainsi sont dès lors considérés comme des pirates car ils ne détiennent plus de lettre de marque valide. John Ward ne semble pas s'être immédiatement tourné vers la piraterie mais redevient, quelque temps, pêcheur à Plymouth.

### Pirate
En 1603, John Ward est enrôlé de force sur un navire de la Royal Navy, le Lyon's Whelp (en), qui sert dans la Manche. Au bout de deux semaines, il déserte avec une trentaine de ses collègues qui s'emparent d'une barque de 25 tonneaux du port de Portsmouth et l'élisent capitaine.
Ils voguent vers l'île de Wight où ils capturent un autre navire, Le Violet, que la rumeur prétend convoyer le trésor de réfugiés catholiques. Le bateau se révèle vide de tout trésor, mais l'entreprenant John Ward l'utilise pour s'emparer d'un bâtiment français plus grand encore.
John Ward et ses marins voguent vers la Méditerranée où ils parviennent à acquérir un navire de guerre armé de 32 canons, qu'ils renommèrent The Gift (Le Cadeau) et s'en servent pour attaquer, pendant deux ans, les navires marchands.
En 1605, alors qu'ils font relâche à Salé au Maroc, plusieurs marins anglais ou néerlandais, parmi lesquels Richard Bishop et Anthony Johnson, rejoignent la bande de John Ward. L'année suivante, en 1606, John Ward passe un accord avec Othman Dey, le dey de Tunis, qui lui permet d'utiliser le port de Tunis comme base de ses opérations en échange d'un cinquième de ses prises. En s'appuyant sur cette base, John Ward est capable de s'emparer de plusieurs navires marchands de haute valeur, parmi lesquels figure le Reniera e Soderina, un vaisseau de soixante tonneaux.
Pendant l'hiver 1606-1607, le Reniera e Soderina subit une avarie. Prévenus, John Ward et plusieurs de ses officiers, désertent le vaisseau pour l'un des navires qu'ils avaient pris. Le Reniera e Soderina coule au large de la Grèce avec les 250 Tunisiens et les 150 Anglais qui constituent son équipage. Les habitants de Tunis sont scandalisés, lorsqu'ils apprennent cette nouvelle en juin 1607. Othman Dey, qui fait de bonnes affaires avec John Ward, bien que la flotte de Venise ait repris deux navires quelques semaines après le naufrage, lui conserve néanmoins sa protection.
En 1609, John Ward se convertit à l'islam et prend le nom de Yusuf Reis, avec le surnom de Chagour ou Chakour parce qu'il utilise une hache durant les combats. Il épouse une Italienne, mais continue à faire parvenir de l'argent à son épouse anglaise.
En Angleterre, les pamphlétaires et les chansonniers se déchaînent contre le corsaire. John Ward n'en continue pas moins à mener la guerre de course en Méditerranée, conduisant parfois une flotte de corsaires dont le vaisseau amiral, armé de soixante canons, avait été construit à Venise.
Il se retire à Tunis pour profiter du trésor de guerre qu'il a amassé et y meurt, en 1622 vers l'âge de 70 ans, probablement de la peste.

## Héritage
De 1609 à 1615, des dizaines de pièces de théâtre, ballades, mémoires, brochures et livres sont écrits sur Jack Ward. Les plus importants comprennent A Christian Turn'd Turk (en) par Robert Daborne, Nevves from Sea, of Two Notorious Pyrats Ward the Englishman and Danseker the Dutchman, Captain Ward and the Rainbow (en) et A True and Certain Report of the Beginning, Proceedings, Overthrows, and Now Present Estate of Captain Ward and Danseker, the Two Late Famous Pirates from their First Setting forth to this Present Time par Andrew Barker. La ballade Captain Ward and the Rainbow est très probablement basée sur Jack Ward. Un récit fictif de la carrière de Ward apparaît dans le roman historique de Thomas B. Costain (en), For My Great Folly, publié en 1942. De nombreuses séries télévisées et films sont basés sur Jack Ward. Dans les années 2010, divers journaux et sites web turcs ont popularisé une hypothèse émise dans le mensuel Derin Tarih (tr) selon laquelle John Ward pourrait être l'inspiration du personnage Jack Sparrow de la série de films Pirates des Caraïbes.
Il a été suggéré que son surnom était « Sharkey » et qu'il était à l'origine de ce surnom désormais donné à quiconque membre de la Royal Navy ayant pour nom de famille « Ward ».
Pour ses contemporains, Ward était une figure énigmatique, à certains égards comme un Robin des Bois, mais aux XVIe et XVIIe siècles, de nombreux pirates anglais opéraient à l'embouchure du fleuve Sebo et s'attaquaient au transport maritime méditerranéen. Ward était censé avoir épargné des navires anglais en attaquant des vaisseaux « papistes ». John Ward et Simon Danseker sont reconnus pour avoir introduit l'utilisation de navires à gréement carré d'Europe du Nord aux corsaires barbaresques.